# Charles Hatchett
Charles Hatchett (Londra, 2 gennaio 1765 – Chelsea, 10 marzo 1847) è stato un chimico e mineralogista inglese, noto per la scoperta del Niobio.

## Biografia
Hatchett nacque a Londra in una ricca famiglia di industriali: suo padre possedeva un'importante fabbrica di carrozze. Il 24 marzo 1786 sposò Elizabeth Collick nella chiesa anglicana di St Martin-in-the-Fields. Ebbe due figli: John Charles Hatchett (battezzato il 27 gennaio 1788 a St Martin-in-the-Fields) e Ann Hatchett che sposò poi il chimico William Thomas Brande. Sir John Barrow ricordò Charles Hatchett come un dandy il quale affermava di aver intrapreso gli studi di chimica per scoprire il miglior modo di preparare le marmellate, ed era amante della vita mondana, della musica e della letteratura; Charles Hatchett fu in effetti amico e finanziatore di letterati quali il Dr Johnson e Ugo Foscolo, esule a Londra.
Nel 1801, quando lavorava nel British Museum, scoprì un nuovo elemento chimico, il niobio, nella columbite, un minerale proveniente dal Connecticut. Pubblicò numerosi lavori di chimica.
Più tardi, Hatchett si ritirò dall'attività lavorativa al British Museum per dedicarsi a tempo pieno alla direzione della fabbrica di famiglia. Morì a Londra e fu seppellito nella Chiesa di St Laurence, Upton-cum-Chalvey, la stessa dove è seppellito anche William Herschel.

## La scoperta del Niobio
Nel 1801, mentre lavorava al British Museum di Londra, Hatchett analizzò un pezzo di columbite conservato nella raccolta di minerali del museo e spedito in Inghilterra attorno al 1650 da John Winthrop (1606-1676), primo governatore del Connecticut. La columbite risultò essere un minerale molto complesso, e Hachett scoprì che conteneva un nuovo elemento che battezzò "Columbio", con simbolo "Cb". Il 26 novembre 1801 Hatchett annunciò la sua scoperta alla Royal Society,.
Per molto tempo fu difficile distinguere il columbio dal tantalio, l'elemento scoperto in Svezia nel 1802 da Anders Ekeberg e isolato nel 1820 da Jöns Berzelius. a quell'epoca si pensava che il niobio e il tantalio fossero lo stesso elemento: solo nel 1844 e nel 1866 grazie a Heinrich Rose e Jean Charles Galissard de Marignac, si riuscì a dimostrare che l'acido niobico e l'acido tantalico erano due composti diversi. Dato che Rose non era al corrente del precedente lavoro di Hatchett, diede all'elemento il nuovo nome di "niobio", dal personaggio della mitologia greca di Niobe, figlia di Tantalo.
Dopo circa un secolo di controversia sul nome, nel 1950 la IUPAC decise di adottare ufficialmente il nome di niobio. L'uso del vecchio nome "Columbio" è tuttavia usato ancora oggi nell'industria metallurgica statunitense.

## Opere
- Charles Hatchett. Expériences et observations sur les différens alliages de l'or, leur pesanteur spécifique, et leurs propriétés comparées par rapport au frai comme monnaie, par Charles Hatchett, traduites de l'anglais par F. C. Lerat. Paris : Jean Baptiste Bernard, 1804.

## Riconoscimenti
Ammesso alla Royal Society il 9 marzo 1797, fu vincitore della Medaglia Copley nel 1798.
A suo nome è intitolato il premio "Charles Hatchett Award" che l'Institute of Materials di Londra consegna ogni anno, dal 1979, a un chimico che sia stato "autore della migliore ricerca riguardante la scienza o la tecnologia del niobio e dei suoi composti".